# Aktion Mensch
Die Aktion Mensch (bis zum 1. März 2000: Aktion Sorgenkind) ist eine 1964 auf Initiative des Zweiten Deutschen Fernsehens (ZDF) entstandene deutsche Sozialorganisation, die sich durch Lotterieeinnahmen finanziert. Sie setzt sich mit ihrer erfolgreichen Soziallotterie, ihrer Förderung und ihrer Aufklärung für die Umsetzung von Inklusion, das heißt der gleichberechtigten Teilhabe aller Menschen an der Gesellschaft, ein.
Der Sitz des gemeinnützigen Vereins befindet sich in Mainz, die Geschäftsstelle ist in Bonn. Der Verein hat sieben Mitglieder, ihm gehören neben dem ZDF die sechs Wohlfahrtsverbände Arbeiterwohlfahrt, Deutscher Caritasverband, Deutsches Rotes Kreuz, Diakonie Deutschland, Deutscher Paritätischer Wohlfahrtsverband und die Zentralwohlfahrtsstelle der Juden in Deutschland an.
Die von der Aktion Mensch betriebene Soziallotterie, an der sich regelmäßig rund 4 Millionen Menschen beteiligen, unterstützt jeden Monat bis zu 1000 Projekte für Menschen mit Behinderung, Kinder und Jugendliche. Sie ist die größte Soziallotterie in Deutschland. Seit Vereinsgründung hat sie über 5 Milliarden Euro an Projekte weitergegeben (Stand 2024).

## Geschichte
Der Vereinsgründer war der ZDF-Journalist und langjährige Moderator der ZDF-Sendung Gesundheitsmagazin Praxis (Erstsendung: 3. Januar 1964) Hans Mohl (1928–1998), den der Contergan-Skandal zu einer Hilfsaktion inspirierte. Das Schlafmittel war für Fehlbildungen bei Neugeborenen verantwortlich. Auf Druck der Öffentlichkeit wurde Contergan im Jahr 1961 vom Markt genommen. Insgesamt wurden ab 1957 rund 5.000 durch Contergan geschädigte Kinder in der Bundesrepublik geboren, an deren Schicksal die Öffentlichkeit großen Anteil nahm. Die intensive Berichterstattung in den Medien enttabuisierte nachhaltig das Thema Behinderung. So wurde Behinderung nicht mehr nur als ein persönliches Schicksal gesehen, sondern als gesellschaftliche Aufgabe. Der ZDF-Journalist Hans Mohl wollte mit der Lotterie die Lebenssituation von Kindern mit Behinderung verbessern. Geschäftsführer von „Deutsche Behindertenhilfe Aktion Sorgenkind und Rundfunkhilfe“ war (in den 1980er Jahren) Karl-Heinz Thiel, der unter anderem auch dem Aufsichtsrat der Bank für Sozialwirtschaft angehörte und stellvertretender Vorsitzender der Stiftung Hilfswerk für behinderte Kinder war.

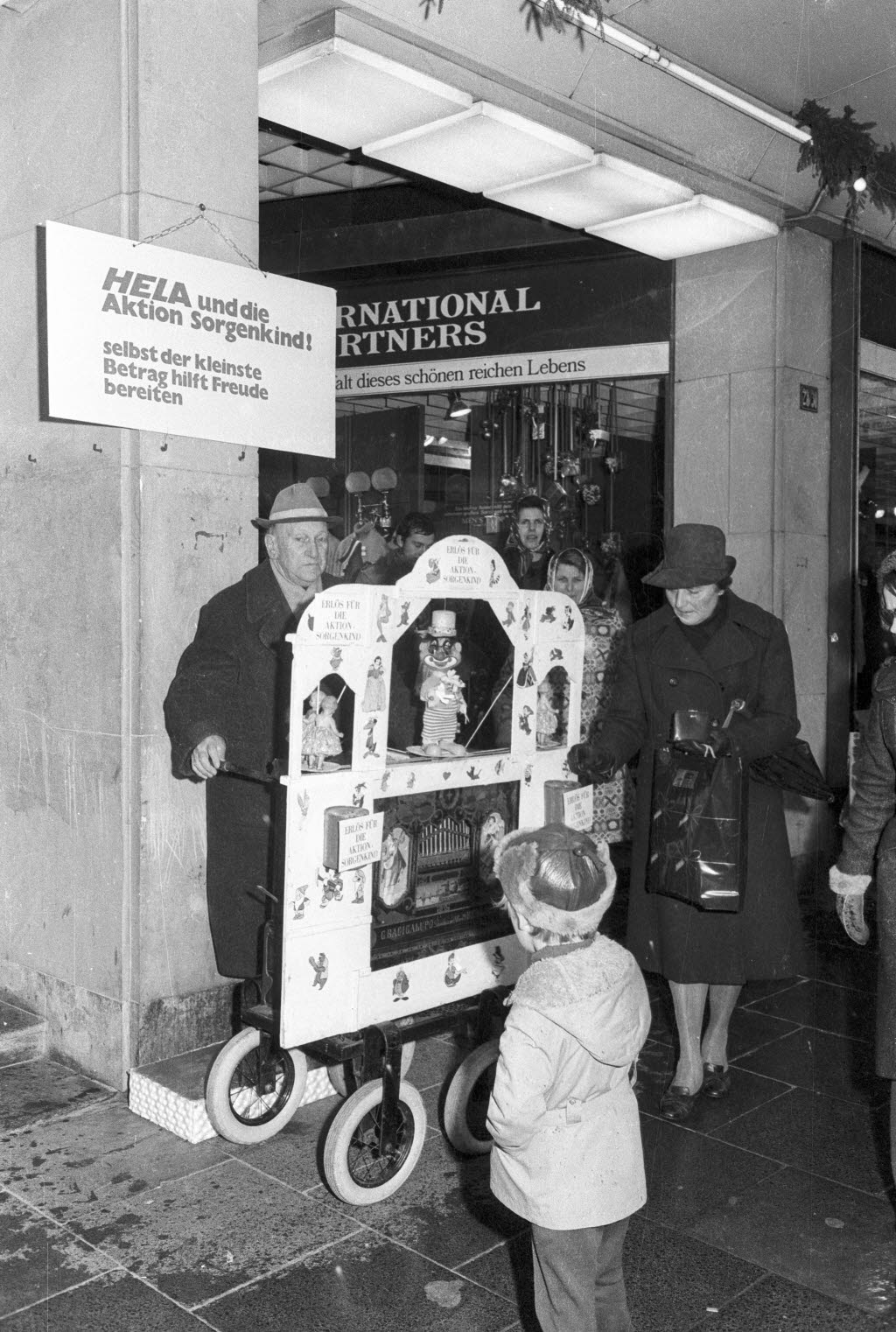
Ein Leierkastenmann als Spendensammler vor einem Modehaus in der Kieler Innenstadt (1971)

Das ZDF unterstützte Mohls Vorhaben mit einer regelmäßigen Reihe von Fernsehshows, die für den Verein warben und eine Lotterie durchführten, mit deren Einnahmen die Organisation Projekte unterstützen konnte. Zu den vor allem im Rahmen der Fernsehshows erreichten Lotterieeinnahmen kamen Spenden hinzu. Alle Sendungen wurden bis dahin als Erfolg eingestuft. Als Der Große Preis nach dem Ausscheiden von Wim Thoelke Ende 1992 unter dessen Nachfolgern allerdings keinen Erfolg mehr bei den Zuschauern hatte und Ende 1993 eingestellt wurde, konnten auch die Nachfolgeformate dieser Sendung, wie Goldmillion (1995), Das große Los (1996 bis 2000), Jede Sekunde zählt (2000 bis 2001) und erneut Der große Preis (2002 bis Mitte 2003), nicht mehr an die früheren Zeiten anknüpfen und verschwanden bald wieder vom Bildschirm. Ab Oktober 2003 engagierte sich Thomas Gottschalk für die Aktion Mensch, ab Januar 2012 gab Jörg Pilawa als neuer ehrenamtlicher „Botschafter“ die Gewinner der Lotterie im ZDF bekannt. Im Januar 2014 übernahm diese Aufgabe Rudi Cerne.
Mit der Respekt-Kampagne 1995 kam es bei der Vereinsarbeit zu einem einschneidenden Perspektivenwechsel: Menschen mit Behinderung wurden nicht länger als bemitleidenswerte Empfänger von Hilfen dargestellt, sondern wurden zu selbstbewussten Akteuren, die sich auch für die Kampagne abbilden ließen. Es ging jetzt auch darum, einen Bewusstseinswandel in der Gesellschaft herbeizuführen. Deshalb wurde 1997 die Satzung um das Vereinsziel „Aufklärung“ erweitert. Man war sich klar darüber, dass die Förderung von Projekten nicht ausreichte, um das Thema Behinderung in die Öffentlichkeit zu tragen und ein Umdenken anzustoßen. Hier waren Aktionen und Kampagnen nötig, um die gewünschte Aufmerksamkeit in der Bevölkerung zu erreichen. Der Verein wollte mit seinen Informationen und Botschaften eine viel größere Gruppe erreichen. Es ging darum, Nähe zu schaffen, wo noch Distanz herrschte, und Toleranz und Miteinander in der Gesellschaft zu fördern.
Im Jahr 1999 beschloss die Mitgliederversammlung, mit Wirkung vom 1. März 2000 den Verein in „Aktion Mensch“ umzubenennen. Der neue Name spiegelt sowohl das größere Aufgabenspektrum der Aktion Mensch als auch den gesellschaftlichen Perspektivenwechsel im Umgang mit Menschen mit Behinderung wider.
Am 1. Januar 2003 begann der neue Förderschwerpunkt Kinder- und Jugendhilfe und gleich im ersten Jahr konnten mehr als 120 Projekte mit rund 12 Millionen Euro gefördert werden. Dieses Engagement ist langfristig angelegt, da es für junge Menschen immer schwieriger wird, das eigene Leben zu planen, selbständig zu gestalten und die demoralisierende Ausgrenzung vom Arbeitsleben zu überwinden – unabhängig davon, ob mit oder ohne Behinderung. Gleichzeitig können die Träger der Kinder- und Jugendhilfe nicht genügend Mittel zur Verfügung stellen, um passende Angebote zu entwickeln.
2014 feierte die Aktion Mensch unter dem Motto „Schon viel erreicht. Noch viel mehr vor.“ ihr 50-jähriges Bestehen mit zahlreichen Aktionen und Veranstaltungen.
2024 verzeichnete Aktion Mensch Lotterieerlöse in Höhe von mehr als 589 Mio. Euro und hatte damit die höchsten Einnahmen innerhalb eines Jahres in der Geschichte des Vereins. Davon flossen circa 239 Mio. Euro in Projekte für die Verbesserung der Lebensbedingungen von Menschen mit Behinderungen, Kindern und Jugendlichen.

## Aufgaben und Ziele
Im Mittelpunkt der Arbeit der Aktion Mensch steht das Engagement für Menschen mit Behinderung, Kinder und Jugendliche. Sie setzt sich für die Verbesserung ihrer Lebensbedingungen ein und engagiert sich für die Verwirklichung von Inklusion, dem selbstverständlichen Miteinander von Menschen mit und ohne Behinderung in allen Lebensbereichen. Mit ihren Kampagnen und Aktionen bringt sie das Thema Inklusion in die Öffentlichkeit, um zu zeigen, dass Vielfalt einen besonderen Wert in unserem Zusammenleben darstellt.

## Förderung
Der Verein unterstützt Projekte freier, gemeinnütziger Organisationen, nicht aber einzelne Personen oder öffentliche Einrichtungen. Über die eingereichten Anträge entscheidet das Kuratorium auf der Grundlage der Aktion-Mensch-Förderrichtlinien, die auf dem Portal des Vereins veröffentlicht sind. Bei der Auswahl der Förderanträge achtet das Gremium darauf, dass es sich um Konzepte handelt, die einen innovativen Ansatz wählen und dazu beitragen, Inklusion im Alltag umzusetzen. Dabei werden Anträge im Bereich der Behinderten-, aber auch der Kinder- und Jugendhilfe berücksichtigt.
So stellte der Verein mit dem Förderangebot Fluthilfe 2021 insgesamt 5 Millionen Euro für freie gemeinnützige Organisationen zum Wiederaufbau der Arbeitsfähigkeit und zur Reparatur von Sachschäden durch die Flut im Juli 2021 bereit.
Im Frühjahr 2022 richtete der Verein eine Sonderförderung Ukraine in Höhe von 20 Millionen Euro ein, um geflüchteten Menschen mit Behinderung, Kindern und Jugendlichen sicheres Ankommen und schnellen Zugang zu unterstützenden Angeboten zu ermöglichen.

## Lotterie
Von den Lotterieeinnahmen fließen über 37,5 % in die Förderung sozialer Projekte für Menschen mit Behinderung, Kinder und Jugendliche sowie in Aufklärungsmaßnahmen. 30 % werden als Lotteriegewinne ausgeschüttet, 16,7 % als Lotteriesteuer abgeführt (Stand 2024). Spenden fließen in voller Höhe in die Förderung.
Im Jahr 2024 schüttete die Soziallotterie Gewinne im Wert von rund 176,8 Millionen Euro an die Lotterieteilnehmer aus. Jeden Sonntag gibt der ehrenamtliche Botschafter der Aktion Mensch, Rudi Cerne, um 18:55 Uhr in der Sendung Aktion Mensch – Glückszahlen der Woche im ZDF die Gewinnzahlen bekannt. Hier stellt er auch geförderte Projekte der Soziallotterie vor. Ob ein Los gewonnen hat, lässt sich auch auf der Online-Seite und über die App der Aktion Mensch abfragen.
Es werden unterschiedliche Lose angeboten: Abo-Lose sind das Glücks-Los, das 5 Sterne-Los und das Xtra-Superlos. Befristete Lose sind das 2.000.000-Euro Jahreslos, 1.500.000-Euro Jahreslos, 1.000.000-Euro Jahreslos, 750.000-Euro Jahreslos und das 500.000-Euro Jahreslos. Der Höchstgewinn beträgt beim 5 Sterne-Los 2.000.000 Euro. Weitere Gewinnmöglichkeiten sind Sofortrente, Haushaltsgeld oder das Traumhaus. Mit dem Glücks-Los können Mitspieler in der Kategorie Sofortgewinn bis zu 2.000.000 Euro gewinnen, als Kombigewinn bis zu 1.000.000 Euro plus monatlich bis zu 5.000 Euro oder als Dauergewinn bis zu 10.000 Euro monatlich.

### Spielprinzip
Gewinner sind die, deren Lose die richtigen Endziffern haben. Die Losnummern sind 12-stellig. Die letzten sieben Ziffern entscheiden über den Gewinn. Es gibt, abhängig von der Art des Loses, Gewinne teilweise bereits ab zwei richtigen Endziffern. Für die Hauptgewinne sind sieben richtige Endziffern nötig.

### Kosten und Gewinne
Ein Jahreslos kostet im Januar 2023 zwischen 18 und 72 Euro und gilt für 12 monatliche Ziehungen pro Jahr. (Gewinnmöglichkeit 500.000 bis 2.000.000 Euro).
Daneben gibt es das Basislos für 12 Euro im Monat, mit vier Ziehungen im Monat und möglichem Gewinn von einer Million Euro. Vier weitere Ziehungen im Monat kosten 10 Euro extra. Vier weitere Ziehungen können für Grundstücksgewinne gekauft werden (6 Euro für Haus mit Grundstück im Wert von 500.000 Euro, 8,50 Euro für Haus mit Grundstück im Wert von 1 Mio. Euro). Dafür sind sieben richtige Endziffern nötig.
Außerdem gibt es die Möglichkeit auf vier Ziehungen im Monat für 2,50 oder 5 Euro für den Gewinn eines Haushaltsgeldes in Höhe von 3000 Euro bzw. 6000 Euro im Monat. Dafür sind sieben richtige Endziffern nötig.
Ebenso gibt es eine Sofortrente in Höhe von 2500 oder 5000 Euro im Monat zu gewinnen. Diese kosten 5 bzw. 10 Euro für vier Ziehungen. Auch hier sind sieben Endziffern für den Hauptgewinn notwendig.
Nicht jede Ziehung führt zu Gewinnen. Nicht ausgeschüttete Preise werden in Sonderausschüttungen erneut ausgelost.

### Gewinnchancen
Auf einer Übersichtsseite zu den Gewinnchancen wird die Werbebotschaft vermittelt, es gebe 48 Millionäre pro Jahr; im Jahr 2024 habe es 1,5 Mio. Gewinnerinnen und Gewinner gegeben. Das entspricht 176 Gewinnerinnen und Gewinnern pro Stunde Als Gewinn zählen auch Bagatellgewinne von 5 oder 10 Euro, die die Kosten des Einsatzes verringern, aber nicht wirklich einen Gewinn darstellen. Die Zahl der verkauften Lose pro Jahr ist nicht ersichtlich.
Viele Glücksspieler spielen Jahreslose über Jahre mit nur geringen Bagatellgewinnen oder gar, ohne überhaupt etwas zu gewinnen.
Da sieben richtige Endziffern für die Hauptgewinne verlangt werden, ist die Chance auf einen konkreten Hauptgewinn 1 : 10.000.000. Mit zwei richtigen Endziffern gewinnt man 5 oder 7,50 Euro (Chance 1 : 100), mit vier richtigen Endziffern gewinnt man 500 Euro (Chance 1 : 10.000).

## Aufklärung
Die Aufklärung durch den Verein sensibilisiert die Menschen mit Kampagnen und Aktionen für Inklusion. Sie informiert, bringt Menschen zum Nachdenken und möchte sie motivieren, selbst aktiv zu werden. Die Aufklärungsarbeit soll Menschen für eine Gesellschaft begeistern, in der Unterschiede normal sind.

### Kampagnen und Aktionen

#### Inklusionskampagnen
Mit immer neuen bundesweiten Kampagnen wirbt die Aktion Mensch in der Öffentlichkeit für die gleichberechtigte Teilhabe von Menschen mit Behinderung und für die Verwirklichung von Inklusion.
Leitgedanke der Kampagnen ist, einen Bewusstseinswandel in der Gesellschaft voranzutreiben und anhand von positiven Beispielen zu zeigen, wie Inklusion gelingen kann.

#### 5. Mai
1997 initiierte die Förderorganisation die größte Sozialkampagne Deutschlands, die „Aktion Grundgesetz“. In ihr stritten der Verein und über 100 Verbände und Organisationen der Behindertenhilfe und -selbsthilfe für die Umsetzung des Grundgesetzgebotes „Niemand darf wegen seiner Behinderung benachteiligt werden“. Seit 1998 ist der 5. Mai auf Initiative der „Aktion Grundgesetz“ als Europäischer Protesttag zur Gleichstellung von Menschen mit Behinderungen eine feste Einrichtung in Deutschland geworden. Rund um den Protesttag initiiert und unterstützt die Aktion Mensch aktuell bundesweite dezentrale Aktionen.

### Familienratgeber
Unter Familienratgeber.de stellt der Verein mit einem Netzwerk von rund 160 starken Partnern aus der Behindertenhilfe ein bundesweit einmaliges, aktuelles Angebot für Menschen mit Behinderung und ihre Angehörigen zur Verfügung.
Er bietet Informationen zu einer Vielzahl von Themen, die für Menschen mit Behinderung von Bedeutung sind, um möglichst selbstbestimmt am Leben in der Gesellschaft teilzuhaben. Ansprechpartner vor Ort können in der Adressdatenbank mit bundesweit über 25.000 Adressen recherchiert werden. Außerdem besteht für Nutzer die Möglichkeit des interaktiven Austausches in verschiedenen Foren.

### Engagement-Plattform
Die Engagement-Plattform (ehemals Freiwilligendatenbank) des Vereins ist mit mehr als 20.000 Angeboten die größte und umfangreichste Datenbank für ehrenamtliches und freiwilliges Engagement.
Auf der Plattform werden Anbieter genauso vorgestellt wie die Menschen und die Geschichten hinter dem Ehrenamt.
Netzwerkpartner vor Ort sorgen bundesweit für die Qualitätssicherung und die regelmäßige Pflege der Angebotsdaten. So ist sichergestellt, dass die Angebote stets aktuell sind.

### Inklusions-Plattform
Die Inklusions-Plattform bietet verlässliche Informationen, Studien und Materialien für alle, die sich ausführlicher mit dem Thema beschäftigen. Besonders im Fokus sind dabei die sieben Themenbereiche Arbeit, Barrierefreiheit, Bildung, Mobilität, Recht, Sport und Wohnen.
Über einen Bestellservice können kostenlose Arbeitsmittel und Informationen zu unterschiedlichen Themen abgerufen bzw. heruntergeladen werden.